# Neoschwagerina
Neoschwagerina es un género de foraminífero bentónico de la subfamilia Neoschwagerininae, de la familia Neoschwagerinidae, de la superfamilia Fusulinoidea, del suborden Fusulinina y del orden Fusulinida. Su especie tipo es Schwagerina craticulifera. Su rango cronoestratigráfico abarca desde el Darvasiense (Pérmico inferior) hasta el Murgabiense (Pérmico medio).

## Discusión
Clasificaciones más recientes incluyen Neoschwagerina en la superfamilia Neoschwagerinoidea, y en la subclase Fusulinana de la clase Fusulinata.

## Clasificación
Se han descrito numerosas especies de Neoschwagerina. Entre las especies más interesantes o más conocidas destacan:
craticulifera]] †
- Neoschwagerina margaritae †

Un listado completo de las especies descritas en el género Neoschwagerina puede verse en el siguiente anexo.
En Neoschwagerina se han considerado los siguientes subgéneros:
- Neoschwagerina (Cancellina), aceptado como género Cancellina
- Neoschwagerina (Gifuella), también considerado como género Gifuella y aceptado como Colania
- Neoschwagerina (Minoella), aceptado como género Minoella
- Neoschwagerina (Sumatrina), aceptado como género Sumatrina
- Neoschwagerina (Yabeina), aceptado como género Yabeina